# Unión Democrática por la Nueva República
La Unión Democrática por la Nueva República (Unione Democratica per la Nuova Repubblica), normalmente conocido como Nueva República (Nuova Repubblica), fue un efímero partido político italiano fundado el 1 de marzo de 1964 por Randolfo Pacciardi, exdirigente del Partido Republicano Italiano (PRI), el cual había sido expulsado de este último tras votar en contra del gobierno de centro-izquierda de Aldo Moro como primer ministro, apoyado por el PRI.
El partido, que se inspiró en la Unión para la Nueva República de Charles de Gaulle, incluyó varios post-fascistas de Vanguardia Nacional como el Enzo Dantini y Aliotti Antonio, y al futuro miembro de Democracia Cristiana Vittorio Sbardella, lo que dio a Nueva República una connotación un tanto a la derecha. Sus objetivos principales eran transformar Italia en una república presidencial y la introducción de un sistema de votación de escrutinio mayoritario uninominal.
En 1968 Pacciardi y sus seguidores, cuyos resultados electorales habían sido desalentadores, retornaron al PRI.
- Datos: Q4004871